# Johnny Cash and the Tennessee Two
Johnny Cash and The Tennessee Two, successivamente Johnny Cash and The Tennessee Three, è stato il gruppo di supporto del cantautore country Johnny Cash.
Il gruppo, che nacque nel 1954 comprendeva originariamente due membri oltre a Cash, il bassista Marshall Grant ed il chitarrista Luther Perkins; nel 1960 si unì anche il batterista W.S. Holland e il nome del gruppo divenne Johnny Cash and The Tennessee Three.
Negli anni successivi il gruppo cambiò numerose volte formazione e denominazione.

## Storia del gruppo
Roy Cash Sr., fratello maggiore di Johnny Cash, lavorava come dirigente presso un autosalone a Memphis (Tennessee). Nel 1953, mentre Johnny era stanziato in Germania ovest con la US Air Force, Luther Perkins entrò nello staff dell'officina dell'autosalone, dove incontrò i colleghi Marshall Grant e A.W. "Red" Kernodle. Grant, Kernodle e Perkins iniziarono a portarsi le chitarre al lavoro, e a suonare insieme quando gli affari andavano a rilento per passare il tempo.
Quando Johnny Cash si trasferì a Memphis al ritorno dalla Germania nel 1954, Roy Cash gli presentò Grant, Kernodle e Perkins. I quattro iniziarono a ritrovarsi alla sera a casa di Perkins o Grant per suonare insieme gospel e brani country. Fu durante questo periodo che decisero di mettere su un gruppo. Lo stile di Perkins alla chitarra elettrica definì quello che venne successivamente definito il celebre stile della band, detto "boom-chicka-boom" o ritmo "freight train". Per le melodie infatti, metteva semplicemente la mano sopra al ponte della chitarra bloccando le corde. Nel mentre suonava, alternando il basso e la melodia dell'accordo. Usava soltanto chitarre Fender Esquire, Jaguar e Jazzmaster ed amplificatori Fender.
Nel 1955, Cash e soci andarono agli studi della Sun Records per un'audizione con il produttore Sam Phillips. Kernodle era così nervoso che decise di andarsene prima del provino, lasciando di fatto la band. Quindi gli altri si presentarono come "Tennessee Three", ma Phillips suggerì che il nome avrebbe dovuto essere Johnny Cash and the Tennessee Two. Quando nel 1958 Cash passò alla Columbia Records, il gruppo lo seguì.
Nel 1960, si unì alla band il batterista W.S. Holland, cosa che fece definitivamente rinominare il gruppo The Tennessee Three. Holland era uno dei primi batteristi country. Nei primi anni cinquanta, aveva collaborato con Cash in delle incisioni, oltre ad aver suonato con Carl Perkins. Nel 1961 il gruppo pubblicò due singoli strumentali per la Columbia (incisi nel 1959 prima dell'arrivo di Holland) a nome The Tennessee Two and Friend.
Nell'agosto 1968 Luther Perkins morì nell'incendio della propria casa dopo che si era addormentato con la sigaretta accesa a letto. Lo sostituì nella band Bob Wootton.
Nel 1971, il gruppo registrò un album strumentale dedicato alla memoria di Perkins: The Tennessee Three: The Sound Behind Johnny Cash.
Negli anni settanta, i Tennessee Three continuarono a lavorare con Cash in studio e come sua backing band dal vivo.
Nel 1980 Cash licenziò Marshall Grant estromettendolo dal gruppo, aumentò l'organico e la band cambiò nome in The Great Eighties Eight.
Nel settembre 1989, Cash assunse Kerry Marx e Steve Logan come chitarrista e bassista rispettivamente, e rinominò nuovamente il gruppo The Johnny Cash Show Band.
Nei primi anni novanta la band era composta da Bob Wootton (chitarra), W.S. Holland (batteria), Dave Roe (basso), John Carter Cash (chitarra ritmica) ed Earl Poole Ball (pianoforte). Questa fu l'ultima formazione della band prima della morte di Johnny Cash nel 2003 (sebbene Marty Stuart si fosse unito al gruppo per estemporanee esibizioni come nel caso del concerto al The Tonight Show with Jay Leno del 1996).
Nel 2006, la band ha pubblicato l'album tributo a Johnny Cash intitolato The Sound Must Go On. Alcuni membri della formazione hanno proseguito l'attività concertistica fino al 2008.

## Nomi della band
- Johnny Cash and The Tennessee Two (1955-1959 e in parte nel 1960)
- The Tennessee Two and Friend (talvolta nel 1959 e nel 1960)
- Johnny Cash and The Tennessee Three (1960-1980)
- The Great Eighties Eight (1980-1989)
- The Johnny Cash Show Band (1989-2003)

## Formazione
Membri fondatori
- Marshall Grant - basso (1954–1980)
- Luther Perkins - chitarra elettrica (1954–1968)

Membri successivi
- W.S. Holland - batteria (1960–2008)
- Carl Perkins - chitarra elettrica (1966–1974)
- Larry Butler - pianoforte (1972)
- Bill Walker - piano (1973)
- Larry McCoy - piano (1973–1976)
- Jerry Hensley - chitarra elettrica (1974–1982)
- Bodie Powell - basso (1981)
- Tommy Williams - violino (1974)
- Gordon Terry - violino (1975–1976)
- Earl Ball - piano (1977–1997)
- Jack Hale Jr - tromba (1978–1989) (Tennessee Trumpets)
- Bob Lewin - corno francese (1978–1989) (Tennessee Trumpets)
- John Carter Cash - voce, chitarra ritmica, (1988–2003)
- Dave Roe - basso (inizio anni novanta-2003)
- Rodney Blake Powell - batteria (2007–2009)
- Bob Wootton - chitarra elettrica (1968–2017)
- Lisa Horngren - basso (2005–presente)
- Vicky Wootton - supporto vocale e chitarra acustica (2009–presente)
- Scarlett Wootton - supporto vocale e chitarra acustica (2009–presente)
- Montana Wootton - supporto vocale e chitarra acustica (2009–presente)
- Derrick McCullough - supporto vocale e chitarra acustica (2009–presente)